# 鶴亀城
鶴亀城（つるかめじょう）は、長崎県雲仙市国見町にあった日本の城（山城）。東西350メートル×南北450メートルの大きな山城跡である。別名神代城・蓑鶴城。

## 概要
現在、本丸跡は神代神社・稲荷神社となっており、二の丸、三の丸、大手門跡は田畑が広がっている。鶴亀城の支城として西に尻無城、長浜城などがあり、東に切通砦、大坪城、浅井城があった。大手門は北側にある海辺に存在し、高さ25メートルの天守があったとされる。

## 歴史
南北朝時代、神代貴益により築城されたとされる。以後、戦国時代末期まで神代氏の居城であった。1584年（天正12年）の沖田畷の戦いのときには龍造寺軍の本陣でもあった。その折、有馬晴信は攻撃するも攻略不可能と判断し、それ以前以後も戦闘による陥落経験のないとされる難攻不落の城であった（諸説あり）。
豊臣秀吉の天下統一後の九州国分では、鶴亀城を含む神代地区は佐賀鍋島氏の支藩に割り当てられた。江戸時代初期、鶴亀城の整備が行われたが、一国一城令により取り壊され、廃城となる。

## 道帳の記述
慶安2年（1649年）に成立した肥前国の道帳「神代之古城」条には次のことが記されている。
1. 山城である。
2. 高さ（城下よりの比高）は9間（1間は、6.5尺とすれば約2メートル）あるいは6～7間の間である。
3. 本丸の規模は、南北45間、東西27間である。
4. 二ノ丸の規模は、南北70間、東西104間である。
5. 城の四方、および本丸・二ノ丸の間に空堀跡がある。
6. 本丸に1ヵ所、二ノ丸に3ヵ所の井戸がある。
7. 城の四方は竹林で、城内側は畑として利用されている。
8. 惣構えを構成する防禦施設等はない。
9. 城の北は遠干潟で、船を繋留することができない。
10. 城より高い山は周辺にはない。また、温泉嶽（雲仙岳）より2里以上離れている。
11. 城の東に小川がある。
12. 東・南・西が平地で、東・南が浅田、西は若干深田である。